# 헬레네 엥겔만

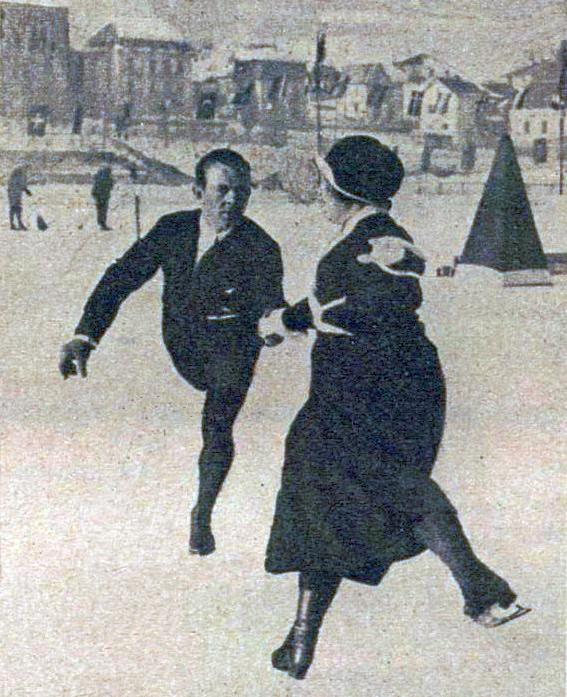

헬레네 엥겔만(독일어: Helene Engelmann, 1898년 2월 9일 - 1985년 8월 1일)은 오스트리아의 피겨 스케이팅 선수였다.

## 생애 및 선수경력
엥겔만은 에드워드 엥겔만 주니어의 딸이었고, 세계 피겨 스케이팅 선수권 대회에서 3번 우승했다. 1913년에 그녀는 파트너 카를 메이스트리크와 함께 세계 선수권 대회에서 우승했다. 엥겔만은 또한 1922년과 1924년 세계 선수권 대회에서 파트너 알프레드 베르거와 함께 우승했다. 그들은 1924년 올림픽에서 우승했다.